# Claude Vignon
Pour les articles homonymes, voir Vignon.
Ne doit pas être confondu avec Claude-François Vignon ou Claude Vignon (sculptrice).
Claude Vignon, né à Tours le 19 mai 1593 et mort à Paris le 10 mai 1670, est un peintre, graveur et illustrateur baroque français, il aborde tous les genres (histoire, scène de genre, allégorie, mythologie, portrait, etc.).

## Biographie
Il fut avec son ami Simon Vouet l'un des peintres français les plus célèbres de l'époque de Louis XIII, contemporain de Poussin. Actif dès son retour d'Italie et d'Espagne en 1623, son style riche aux forts empâtements est empreint de poésie précieuse et caractérise le goût encore maniérisant qu'il prolonge en ce début de siècle. Ses personnages évoquent ceux des pastorales et romans d'amour à succès telle que L'Astrée d'Honoré d'Urfé. L'influence du Caravage est nettement identifiable dans son œuvre, surtout au début de sa carrière qui suit de peu son retour d'Italie. Ses œuvres sont présentes dans les plus grands musées du monde, dans les églises et dans les collections privées françaises et étrangères.
Petit-fils de Pierre Vignon, notaire d'Arlanc, il est le second fils de Guillaume Vignon, fraîchement converti au catholicisme, valet de chambre ordinaire du roi, fournisseur de son argenterie, contrôleur triennal des impositions et époux d'Élisabeth Papillon. Son frère aîné est Guillaume Vignon qui sera pasteur protestant à Aubusson. Son oncle paternel est François Vignon, procureur d'office de la justice d'Arlanc, lieutenant du dit bailliage, conseiller et secrétaire de la reine Marie de Médicis.

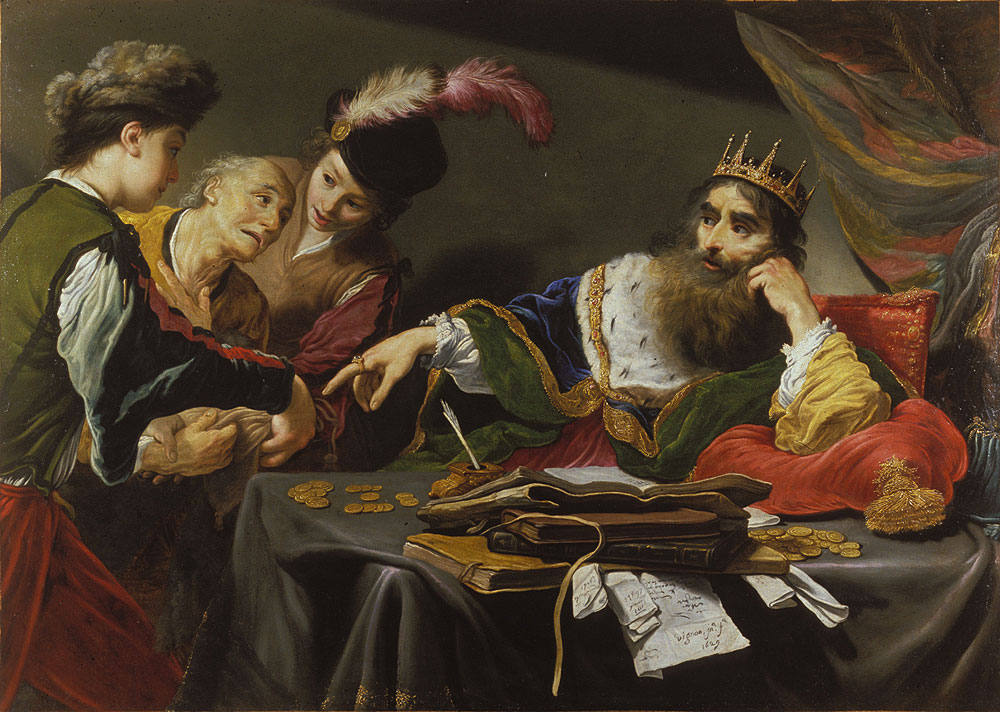
La parabole du serviteur impitoyable (1629), Musée des Beaux-Arts de Tours.

Il commence sa formation à Tours, dont le musée des beaux-arts lui consacra en 1993 une importante exposition célébrant le quatrième centenaire de sa naissance à Tours. Puis à l'atelier de Jacob Bunel, peintre de renom de la « seconde école de Fontainebleau » chez qui il apprend les bases du métier et la maîtrise de la couleur. Il quitte son maître en 1609, âgé de 16 ans et part en Italie en 1610. En 1616 il est reçu dans la guilde des peintres de Paris. Pensionnaire du roi à Rome en 1617, en même temps que Claude Mellan, Charles Mellin, Simon Vouet. Il y peint cette même année le Martyre de Saint-Mathieu et se lie d'amitié avec Simon Vouet, dont il grave, en 1618, à partir d'une des œuvres de son ami, les Amants. Il y rencontre également Valentin de Boulogne, il subit l'influence du Caravage et de son principal disciple Bartolomeo Manfredi. Vers la fin de son séjour romain, il remporte le premier Prix du concours de peinture organisé par le prince cardinal Ludovico Ludovisi avec Les Noces de Cana, malheureusement détruit pendant la Seconde Guerre mondiale.
De retour à Paris en 1623, il signe en 1624 son contrat de mariage en premières noces avec Charlotte de Leu. Il produit des tableaux à partir de cette date d'une facture moins obscure. Il peint pour les églises des sujets religieux, mais également des sujets historiques : antiques, médiévaux et contemporains, sans oublier les sujets mythologiques et les portraits.
Il est sous la protection de Louis XIII et de Richelieu, il a voyagé en Espagne et exerce également la profession de marchand d'art et se lie d'amitié avec un autre marchand : François Langlois. De 1623 à 1638, il peint plusieurs tableaux pour Notre-Dame de Paris, dont le May de 1638, Le baptême de l'eunuque de la reine Candace. Par l'intermédiaire de son frère Guillaume, pasteur à Aubusson de 1627 à 1630 qui est l'ami du marchand tapissier Isaac Barraband, habitant à Aubusson et dont le fils, Jean Barraband est placé en apprentissage dans l'atelier du peintre et marchand de tableaux François Garnier, beau-père du peintre Isaac Moillon, c'est Claude Vignon qui est garant du paiement de l'apprentissage. Isaac Barraband est associé avec son cousin Jean Mercier, marchand tapissier, qui représente Isaac dans le contrat d'apprentissage de son fils à Paris.
Il devient membre de l'Académie royale de peinture et de sculpture à sa création en 1648, mais ne l'intègre que cinq ans plus tard, en qualité de professeur et par son ancienneté. Il y enseigne à partir de 1651.
Il obtient la décoration de la galerie du château de Thorigny par le duc de Longueville, qu'il réalise de 1651 à 1653.
Vignon avait de deux épouses au moins 24 enfants, dont Claude-François Vignon (1633-1703), Philippe Vignon (1638-1701), Charlotte Vignon (1639-après 1672), Robert Vignon (né en 1644), et François Vignon (1653-après 1716), qui collaborèrent tous à son travail.

### Mariages et descendance

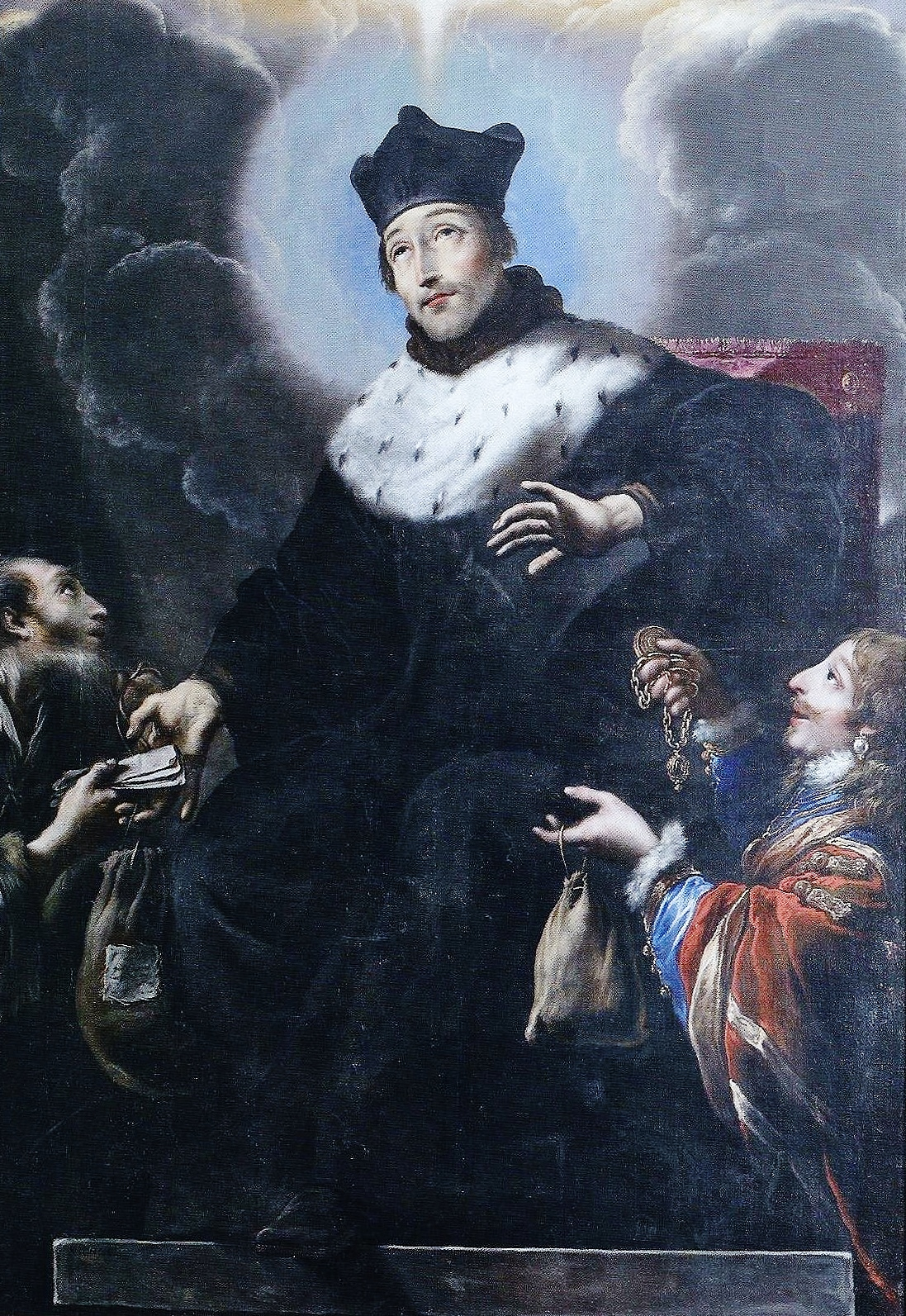
Claude Vignon : Saint Yves (huile sur toile, 1635, évêché de saint-Brieuc).

Claude Vignon épousa, en 1624, en premières noces Charlotte Le Leu qui mourut le 17 mai 1643 rue Sainte-Antoine, paroisse Saint-Paul à Paris. Veuf avec une dizaine d'enfants, il épousa en secondes noces, le 11 janvier 1644 en l'église Saint-Étienne-du-Mont Geneviève Ballard. De ses deux unions, il aurait eu, selon certains de ses biographes, trente-cinq enfants. Guillet de Saint-Georges, historiographe de l'Académie Royale de peinture, dit qu'il eut dix-sept enfants de chacune de ses femmes. Seuls vingt-quatre ont pu être recensés par Auguste Jal, à savoir
- de Charlotte Le Leu
  - 1624: Charles Vignon (1624-avant mars 1671[3]), baptisé le 2 décembre 1624 à l'église Saint-Symphorien de Paris, situé dans l'île du Palais (de la Cité), eut pour parrain Charles de Lorme, médecin du roi; il épousa Geneviève Bonnet (ou Bernot[3]), dont il eut en 1655 Geneviève et en 1658 Charles-Philippe, tous deux baptisés à Saint-Paul[2] ;
  - 1626 : Claude Vignon, baptisé le 19 mai 1626 ;
  - 1627 : Françoise Vignon, baptisée le 1er avril 1627 ;
  - 1628 : Marie Vignon, baptisée le 4 mai 1628 ;
  - 1629 : Françoise Vignon, seconde du nom, baptisée le 29 octobre 1629 ;
  - 1632 : Nicolas Vignon, baptisé le 18 juillet 1632 ;
  - 1633 : Claude-François Vignon (1633-1703), baptisé le 4 octobre 1633 paroisse Saint-Symphorien, parrainé par le « peintre et valet de chambre du Roi » Charles Vignon[2]; dit « peintre ordinaire du Roi en son Académie Royale, demeurant rue Saint-Antoine » (en 1671)[3].
Les époux Vignon, Claude et Charlotte née Le Leu, quittèrent le quartier de la Cité en 1634 et s'installèrent sur la paroisse Saint-Paul, ou furent portés sur le registre des baptêmes les seize enfants suivants de Claude Vignon, nés de 1634 à 1658 :
  - 1634 : Marie Vignon, baptisée le 21 novembre 1634 en présence de Jean Langlois « peintre du Roi »;
  - 1638 : Philippe Vignon (1638-1701), le 27 juin 1638, qualifié « peintre du Roi de la Grande-Bretagne » (Charles II) dans un acte datant de 1671[3], reçu à l'Académie royale de peinture et de sculpture en 1687 ;
  - 1639 : Charlotte Vignon (1639-après 1672), baptisée le 19 novembre 1639, peintre de nature morte reçue à l'académie royale de peinture et de sculpture en 1670, mariée à Joseph Régnault (?-avant 1662), puis à Joseph Venant, bourgeois de Paris ;
  - 1643 : Anne Vignon (1643-1656), baptisée le 15 mars 1643, morte le 19 septembre 1656 (à 13 ans), paroisse Saint-Paul ;
- de Geneviève Ballard
  - 1644 : Robert Vignon, né le 27 novembre 1644, parrain de son frère benjamin Gabriel en 1660[2], lieutenant de cavalerie[réf. nécessaire] et peut-être peintre[4] ;
  - 1646 : Joseph Vignon, baptisé le 20 mars 1646, mort le 4 septembre 1646 (à cinq mois), paroisse Saint-Paul ;
  - 1647 : Geneviève Vignon, le 5 avril 1647 ;
  - 1648 : Pierre Vignon, le 20 avril 1648, mort le 23 juin 1652 (à 4 ans), paroisse Saint-Paul ;
  - 1649 : Simon Vignon, le 9 mai 1649, mort le 7 janvier 1652 (à 2 ans), paroisse Saint-Paul ;
  - 1650 : Jacques Vignon, baptisé le 13 juin 1650, eut pour parrain Jacques L'homme, « peintre du Roi » ;
  - 1651 : François Vignon, troisième du nom, le 12 juillet 1651 ;
  - 1652 : Claude-Geneviève Vignon, le 27 juillet 1652 ;
  - 1653 : François Vignon (1653-après 1716), baptisé le 19 octobre 1653, maître peintre, marié.
  - 1655 : Anne Vignon, le 3 mars 1655 ;
  - 1657 : Marie Vignon, le 29 janvier 1657 ;
  - 1658 : Jeanne Vignon, le 6 mai 1658 ;
Quittant la rue Saint-Antoine, Claude Vignon s'établit rue des Fontaines, paroisse Saint-Nicolas-des-Champs, où Geneviève Ballard donna naissance au treizième et dernier de leurs enfants communs connus,
  - 1660 : Gabriel, né le 14 mars 1660, qui eut son frère Robert comme parrain.

## Galerie

Œuvres de Claude Vignon
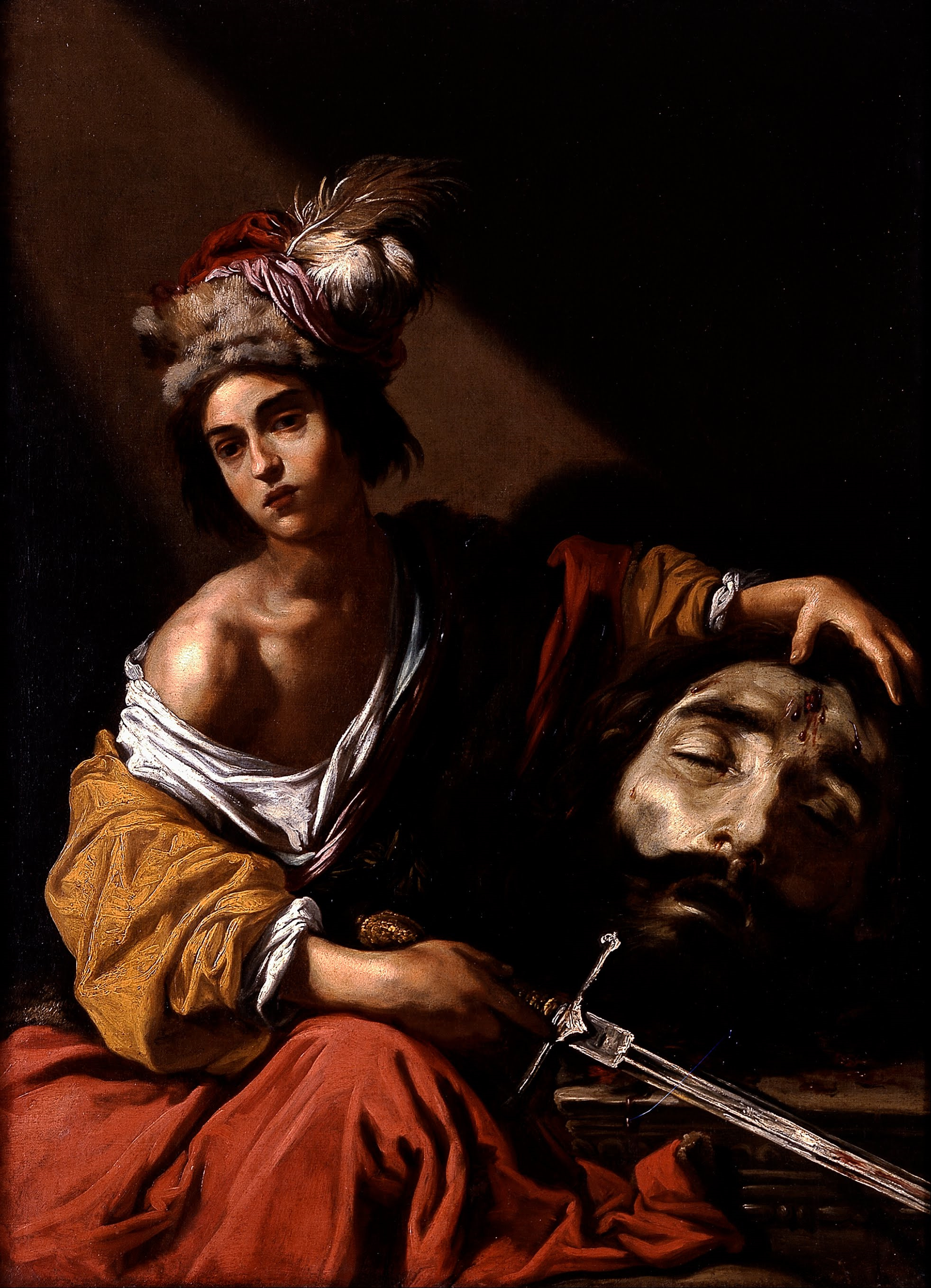
David avec une épée et la tête de Goliath (1620-1623), Austin), musée d'art Blanton.
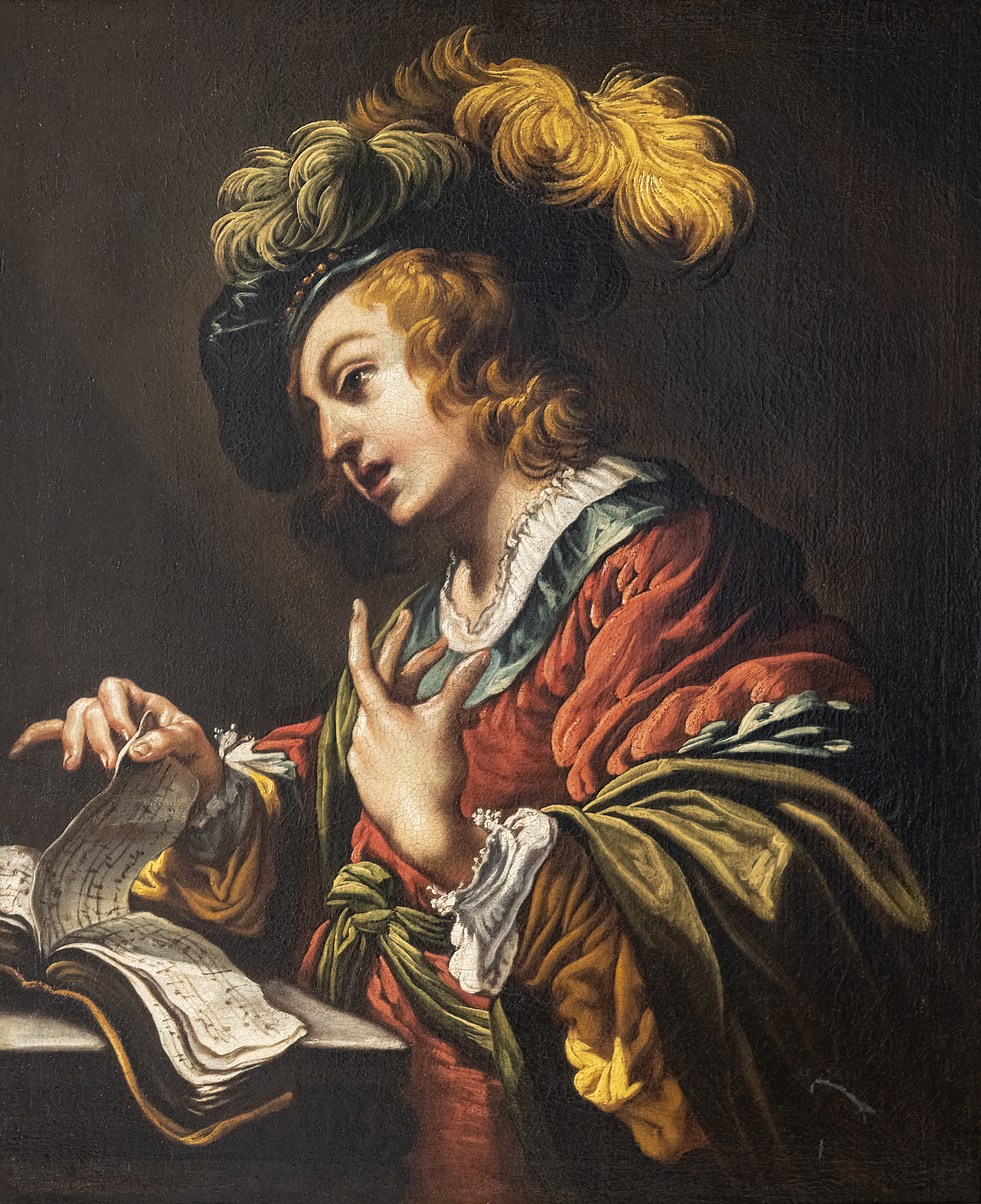
Jeune chanteur 1623, Collection Motais de Narbonne.
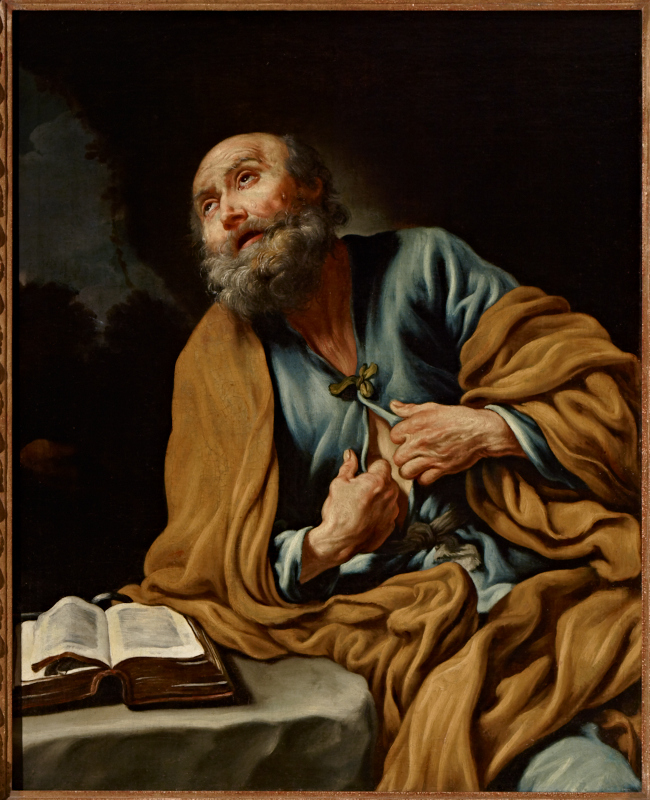
Lamentation de saint Pierre (1623-1630), Stanford Museum.
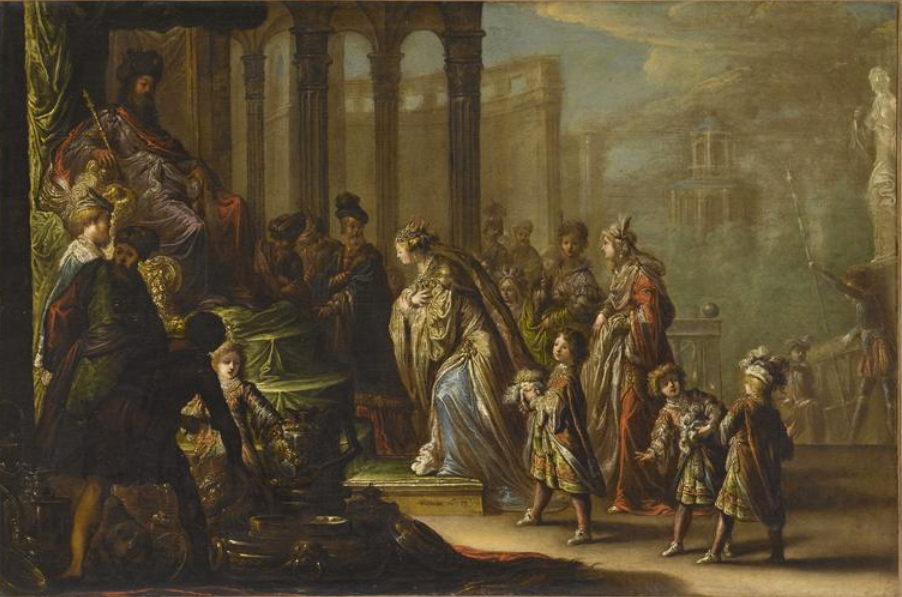
Salomon et la Reine de Saba (1624), Louvre.
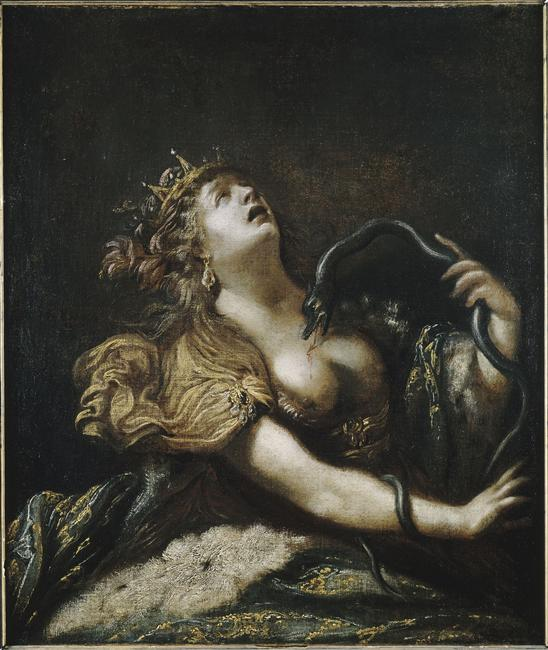
Cléopâtre se donnant la mort (vers 1640-1650), Rennes, musée des beaux-arts.
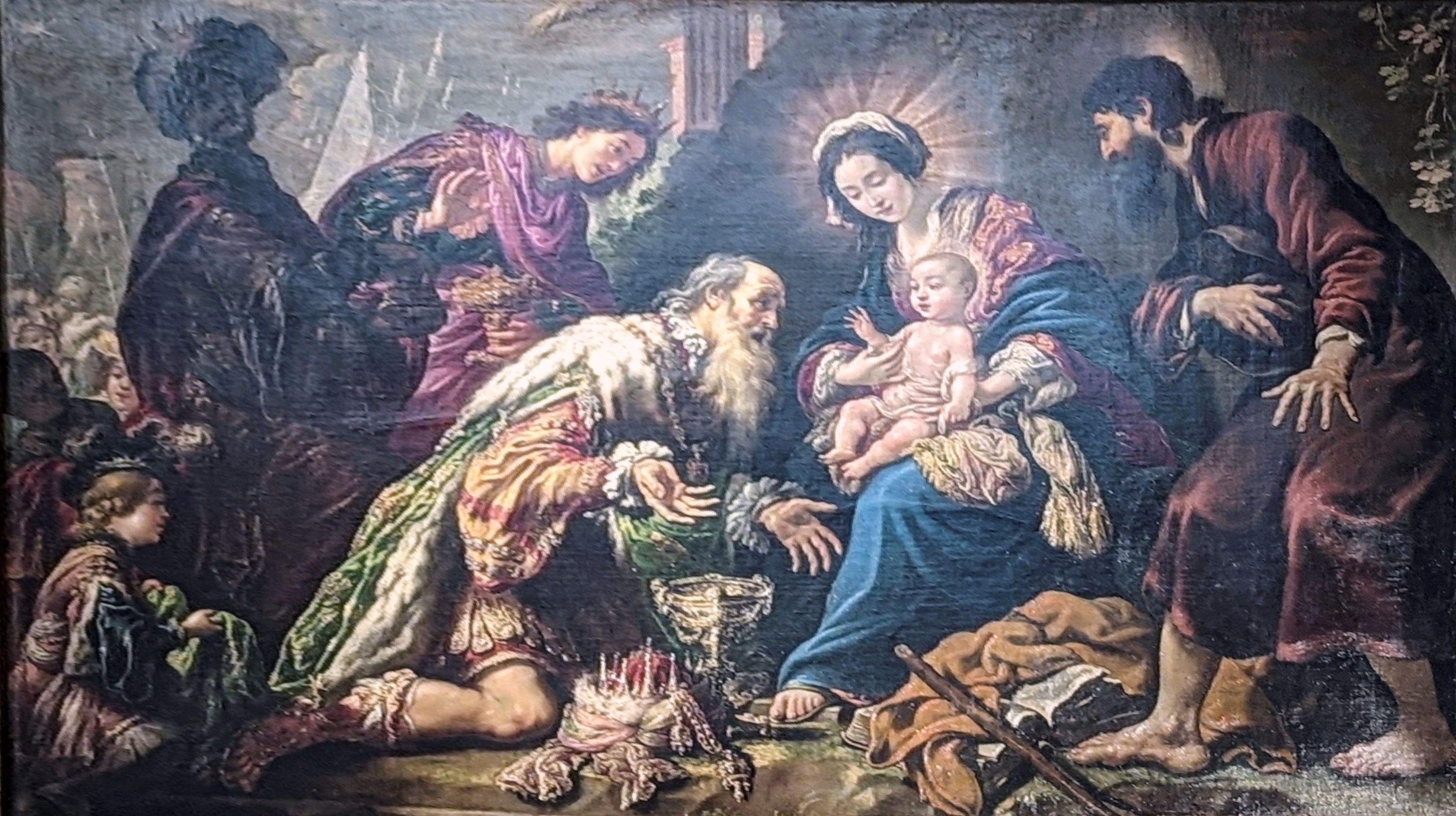
L'Adoration des mages, (1625), Église Saint-Gervais-Saint-Protais.

## Œuvres dans les collections publiques

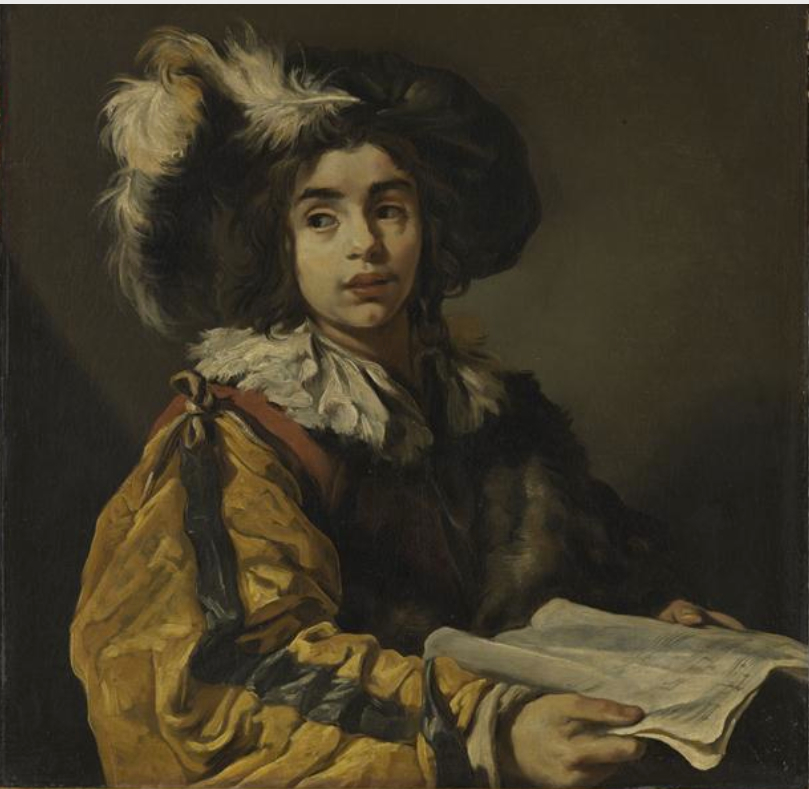
Le jeune Chanteur (vers 1622)
Paris, musée du Louvre.

### En Algérie
- Alger, musée des beaux-arts : Adoration des Mages, 1650, huile sur toile ;

### En Allemagne
- Potsdam : Les Noces de Cana, 1622, huile sur toile, 6 pieds trois pouces × 9 pieds, tableau détruit à Berlin en 1945, avec lequel il a probablement remporté le concours organisé par le prince cardinal Lodovico Ludovisi ;

### Aux États-Unis
- Austin (Texas), musée d'art Blanton : David avec une épée et la tête de Goliath, vers 1620-1623, huile sur toile, 133,7 × 98 cm ;
- Chicago, Art Institute of Chicago : Samienne Sibyl, vers 1630, craie rouge avec crème de graphite sur papier vergé, 32,5 × 21,9 cm ;
- Cleveland, Cleveland Museum of Art :
  - Le Martyre de Saint Pierre, gravure ;
  - Les Miracles de Jésus-Christ : le Christ délivrant un possédé, gravure ;
- Dayton, Dayton Art Institute : Adoration des Mages, 1619, huile sur toile ;
- Harvard, Fogg Art Museum :
  - Saint Paul, vers 1622, huile sur toile, 95 × 116,5 cm ;
  - La Madone et l'Enfant, sanguine, 18,2 × 14,6 cm ;
  - Sainte Hélène tenant la croix enlacée, sanguine, 32,5 × 21,4 cm ;
  - Sainte femme qui tient un verre dans sa main, sanguine au dos d'une gravure de Michel Dorigny (1617-1685), 34,6 × 24,7 cm ;
- Indianapolis, Indianapolis Museum of Art : Narcisse, vers 1630, huile sur bois ;
- Minneapolis, Minneapolis Institute of Art : Saint Ambroise, 1623, huile sur toile, 186,06 × 125,73 cm ;
- San Francisco, musée des beaux-arts de San Francisco : Saint Jérôme dans son étude, 1630, huile sur toile, 102,9 × 148,6 cm ;
- Sarasota, John and Mable Ringling Museum of Art : Le Banquet d'Antoine et Cléopâtre, 1640, huile sur toile, 81,9 × 112,4 cm ;
- Stanford, Iris & B. Gerald Cantor Center for Visual Arts : Saint Pierre pleurant, 1623, huile sur toile ;

### En France

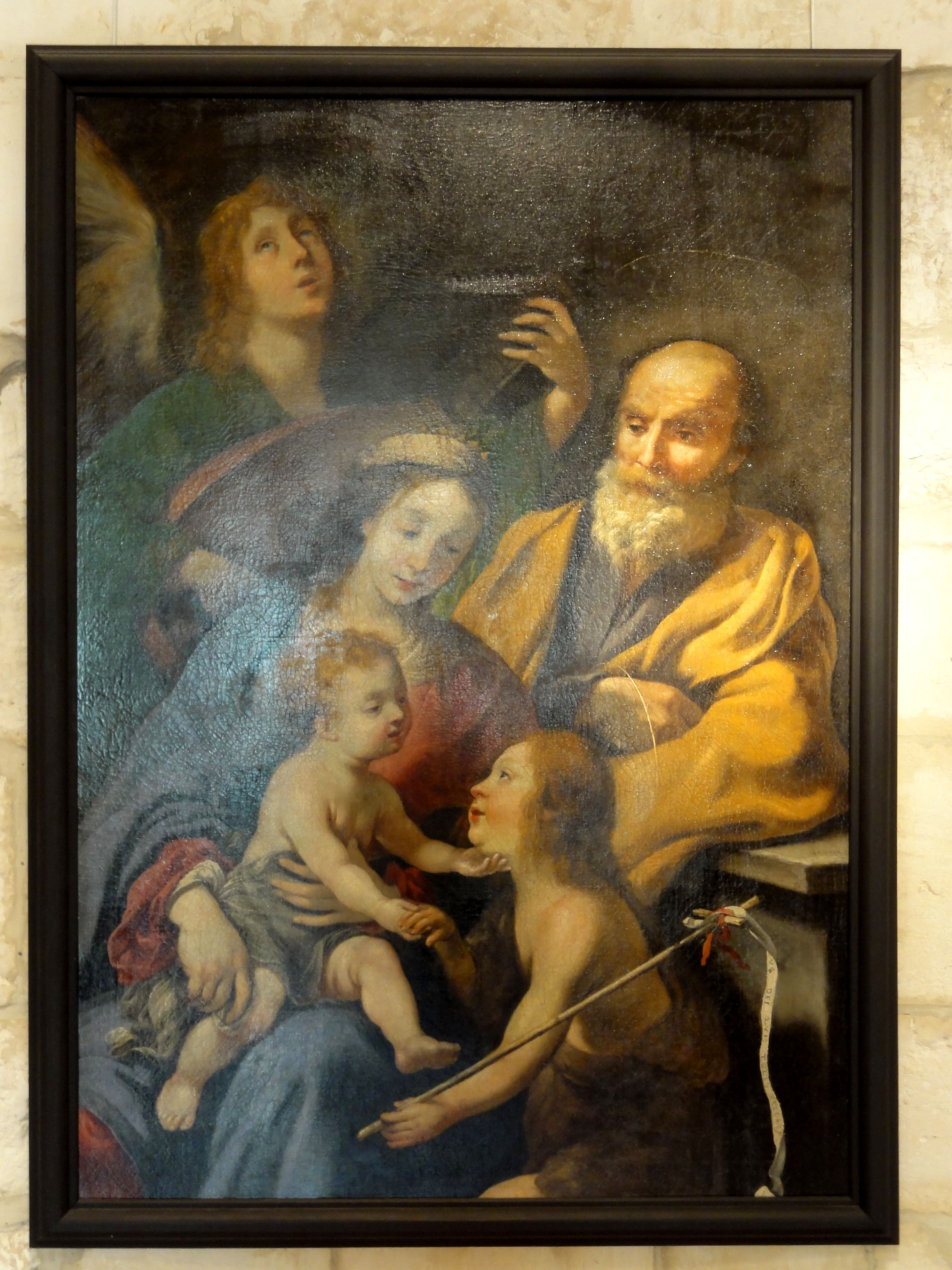
La Sainte-Famille, en dépôt au MUDO - Musée de l'Oise.

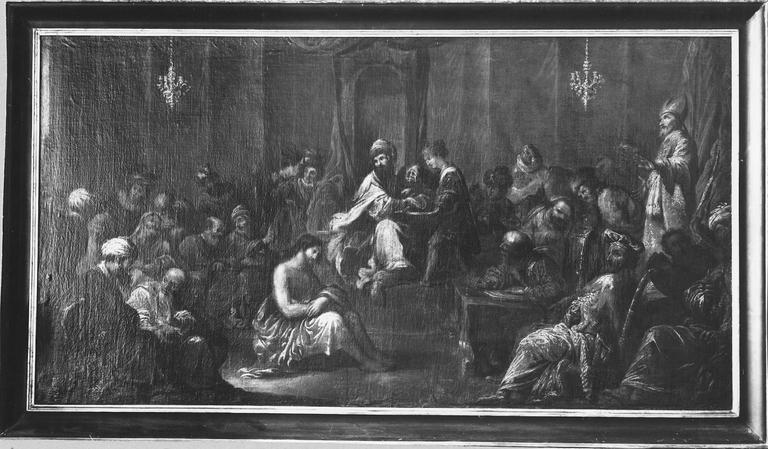
Le Christ devant Pilate, musée des Beaux-Arts de Chartres.

- Amiens, musée de Picardie, « En Jésus et Marie notre amour est uni » ou Déploration sur le Christ mort avec Louis XIII et Anne d’Autriche, 1634.
- Arc-et-Senans (Doubs), église : quatre tableaux : Scènes de la Vie de la Vierge ;
- Arras, musée municipal d'Arras :, Le Martyre de saint Mathieu, 1617, huile sur toile, 142 × 96 cm ;
- Beauvais, MUDO - Musée de l'Oise :
  - Sainte Famille, huile sur toile, 128 × 90 cm ;
  - Massacre du Triumvirat, huile sur toile, d'après un tableau de 1570 de Hans Vredeman de Vries ;
- Blois, château de Blois : La Mort de Lucrèce, vers 1640, huile sur toile, 138 × 149 cm ;
- Bourbon-l'Archambault (Allier), église Saint-Georges : Saint Pierre pénitent, 1620, huile sur toile, 140 × 100 cm, classé aux monuments historiques en 2009 ;
- Caen :
  - église Saint-Étienne, abbaye aux Hommes : Adoration des Mages, 1632, huile sur toile, 368 × 254 cm  Classé MH (1908)[5] ;
  - musée des Beaux-Arts : Portrait de Jeune homme, vers 1615, huile sur toile, 79 × 61 cm ;
- Chartres, musée des Beaux-Arts : Le Christ devant Pilate, huile sur toile, 1630, collection de l'église Saint-Aignan de Chartres,  Classé MH (1981)[6].
- Châtillon-Coligny (Loiret), église : La Transfiguration, 1624, huile sur toile ;
- Dijon :
  - musée des Beaux-Arts : Saint Jérôme, huile sur toile marouflée sur bois, 136 × 148,5 cm ;
  - musée Magnin :
    - Les Adieux, ou Réunion de dames et de cavaliers sur le perron d'un château, vers 1630, huile sur toile, 104 × 123 cm (pendant de : Jeune femme dont la maternité est proche, implorant un guerrier) ;
    - Jeune femme dont la maternité est proche implorant un guerrier, vers 1630, huile sur toile, 106,5 × 130 cm ;
    - Festin, 1630, huile sur toile ;
- Fère-en-Tardenois (Aisne), église : Adoration des Mages, huile sur toile ;
- Gray (Haute-Saône), musée Baron-Martin : La fortune, pierre noire, 12 × 7 cm ;
- Grenoble, musée de Grenoble : Jésus parmi les docteurs, 1623, huile sur toile, 152,5 × 224,5 cm ;
- Lyon, primatiale Saint-Jean de Lyon : Circoncision, huile sur toile ;
- Nantes, musée d'Arts :
  - Saint Pierre repentant, vers 1630, huile sur toile, 93,3 × 86 cm ;
  - Le Christ lave les pieds de ses disciples, 1653, huile sur toile, 86,8 × 115,7 cm ;
- Neuvéglise-sur-Truyère (Cantal), église Saint-Pierre de Lavastrie : Saint Pierre, 1630, huile sur toile, 152 × 106 cm ;
- Orléans, musée des Beaux-Arts : 
  - Tête de borgne, 1620-1625?, huile sur toile, 55 x 46 cm[7];
  - Le Triomphe de saint Ignace de Loyola, 1628, huile sur toile, 391,5 x 251,5 cm[8];
  - Le Prophète Jérémie, 1645, huile sur toile, 118 x 93 cm[9].
  - Saint Charles Borromée en prière, sanguine sur papier vergé, 32, 6 x 21,7 cm[10].
- Paris :
  - Cathédrale Notre-Dame de Paris : Saint Philippe, baptisant l'eunuque de la Reine Candace, 1638, huile sur toile, toile de May pour Notre-Dame de Paris, perdu ;
  - École nationale supérieure des Beaux-Arts : Scène de martyre, sanguine, lavis brun, lavis gris, 34,8 × 30,6 cm[11]; Ce dessin a été réalisé dans la seconde moitié des années 1620. Il est difficile de le rapprocher d'un dessin ou d'un tableau connu. Avec cette feuille aux formes délimitées librement d'un trait de sanguine repris voire doublé, aux volumes suggérés par un jeu de masses sombres et aux lignes sinueuses, l'artiste réalise une œuvre d'une grande élégance[12].
  - église Notre-Dame-de-Bonne-Nouvelle : Le Lavement des pieds ;
  - église Saint-Nicolas-des-Champs : Ascension, huile sur toile;
  - église Saint-Gervais : L'Adoration des Mages, 1625, huile sur toile ;
  - église Saint-Roch : Godeffroy de Bouillon, huile sur toile ;
  - église Saint-Séverin : Saint Paul, huile sur toile ;
  - Musée Carnavalet : Pêche Miraculeuse, ou La Vocation de Saint-Pierre et de Saint-André, 1624, huile sur bois, 98,5 × 76 cm, tableau pour Notre-Dame de Paris ;
  - Musée du Louvre :
    - La Mort de Saint-Antoine, vers 1620, huile sur toile, 165 × 131 cm ;
    - Le Jeune Chanteur, vers 1622, huile sur toile, 95 × 90 cm ;
    - Sainte Catherine refusant de sacrifier aux idoles, vers 1623, huile sur toile, 147,5 × 210,5 cm ;
    - Esther devant Assuérus, ou Salomon et la Reine de Saba, 1624, huile sur toile, 80 × 119 cm ;
    - La Mort de Sénéque, 1633, huile sur toile, 146 × 126 cm ;
    - Adoration des Mages, 1619, dessin préparatoire ;
    - Saint-Charlemagne, sanguine, 32 × 21,2 cm (gravure en rapport : Gilles Rousselet) ;
    - Pierre l'Ermite prêchant la croisade, dessin à la plume, encre brune, lavis brun, crayon noir, 1,9 × 22 cm ;
    - Martyre de saint Chrysanthe et sainte Daria, dessin, mise au carreau, papier gris plume, lavis brun encre brune, sanguine, 15,4 × 9,9 cm ;
    - Le Retour de Jephté, dessin, rehaut blanc, papier huilé, encre brune, plume, lavis brun, 23 × 29,2 cm ;
      - La Reine Monime, sanguine, 32,1 × 21,3 cm. Recto : dessin de La Galerie des femmes fortes du père Le Moyne, ouvrage paru en 1647, gravures de Abraham Bosse et Gilles Rousselet ;

    - L'Adoration des Rois, dessin, plume encre brune, 24,3 × 19,9 cm ;
    - Judith tenant la tête d'Holopherne, sanguine, 23,3 × 17,2 cm ;
    - Décollation dans une prison, dessin à la plume, encre brune, lavis brun, mine de plomb, 19,2 × 15,5 cm ;
    - Ecce Homo, dessin à la plume, encre brune, lavis brun, 25,1 × 24,5 cm ;
    - Scène de sacrifice, dessin à la plume, lavis gris, encre brune, mine de plomb, 21,6 × 20,5 cm ;
    - Sacrifice dans un temple, dessin à la plume, lavis brun, encre brune, papier beige, pierre noire, 20,1 × 17,5 cm ;
    - Cérémonie religieuse, dessin à la plume, lavis brun, encre brune, mine de plomb, 12,2 × 18,3 cm ;
    - David tenant la tête de Goliath, sanguine, 21,8 × 18,3 cm ;
    - Étude de jeune femme debout; sanguine, 30,4 × 14,3 cm, étude réalisée pour la Sibylle Cimmérienne, d'une suite de douze gravures par Bosse et Rousselet ;

  - Musée National de la Marine : Le ravitaillement de l'île de Ré par Claude de Rasily, 1642 ;
- Rennes, musée des beaux-arts : Cléopâtre se donnant la mort, 1640, huile sur toile, 95 × 81 cm ;
- Rouen, musée des beaux-arts :
  - Le Prophète Samuel, huile sur toile ;
  - Deux anges présentent la Sainte Face, huile sur toile, 127 × 170cm ;
- Saint-Brieuc (évêché) : Saint Yves (1635)
- Senlis (Oise), musée de Senlis : Saint Ambroise, huile sur toile, 181 × 73,5 cm, provient de la cathédrale, réplique réduite de l'œuvre originale conservée au Minneapolis Institute of Arts ;
- Tours, musée des beaux-arts :
  - La parabole du serviteur impitoyable ou précédemment Crésus réclamant le tribut à un paysan de Lydie, 1629, huile sur toile, 108 × 150 cm[1] ;
  - Le Spadassin, huile sur toile, 83 × 6,5 cm ;
  - La Circoncision, huile sur toile, 82 x 113 cm ;
  - Allégorie au Temps, à la Richesse, à la Puissance et à l'Amour, huile sur toile, 92 x 70 cm ;
- Vernon (Eure), collégiale Notre-Dame : Saint Dominique recevant le Rosaire de la main de sainte Anne, vers 1630, huile sur toile ;

### En Italie
- Rome, palazzo Koch (siège de la Banca d'Italia) : I quattro Padri della Chiesa Latina – Les quatre Pères de l’Église latine, 1616-20. Huile sur toile. Inv. 42505.
- Turin, galerie Sabauda : Saint Paul apôtre, huile sur toile, 104 × 145 cm ;

### Aux Pays-Bas
- Amsterdam, Rijksmuseum : Le Christ et Saint-Pierre, 1624, huile sur toile, 124 × 105 cm ;

### À Porto Rico
- musée d'art de Ponce : Salomon adorant les idoles, 1626, huile sur toile, 76 × 77,5 cm ;

### Au Royaume-Uni
- Barnard Castle, Bowes Museum : Crésus et Solon, vers 1630, huile sur toile, 83,5 × 98,5 cm ;
- Maidstone, Maidstone Museum & Art Gallery (en) : Salomon et la Reine de Sabba, vers 1625, huile sur toile, 176,5 × 231 cm ;
- Kingston-upon-Hull, Ferens Art Gallery (en) : (attribué) Saint Antoine abbé, vers 1622, huile sur toile, 95,8 × 73,8 cm en ovale.

### En Russie
- Saint-Pétersbourg, musée de l'Ermitage : Sibylle européenne, sanguine, 31 × 17,5 cm ;

## Estampes
Il faisait graver ses compositions et les pastiches de Rembrandt par les meilleurs, selon les genres : Abraham Bosse pour les illustrations, Jérôme David pour les portraits, Rousselet pour les scènes plus complexes à plusieurs sujets.
- vers 1615, Quatre Pères de l’Église, gravure ; (prêt Cambridge, Fitzwilliam) ;
- 1617, Jésus-Christ ressuscitant Lazarre première gravure connue ;
- vers 1617, Les deux buveurs, gravure en rapport avec le tableau de la collection whitbread Southill Park ;
- 1618, Les Amants, gravure d'après l'œuvre de son ami Simon Vouet, (originale peut être dans la collection Pallavicini à Rome) ;
- 1619, Adoration des Mages, gravure (musée de Dayton Institute) ;
- 1619, Adoration des Mages, gravure ; SD; 24,5 × 20,5 cm (Musée des Beaux-Arts de Boston États-Unis, provient de Heinrich Eisemann (Londres) 10 janvier 1952? no 52.13) ;
- 1619, Adoration des Rois, gravure sur papier vergé ivoire monté sur feuille bleu ; SD; 24 × 20,3 cm (John H. Wrenn Memorial Endowment 1987.195, Institut d'art de Chicago) ;
- vers 1620, Saint Pierre et Saint Paul dans le même caveau, gravure ; S ; 29,5 × 14,6 cm (Institut d'art de Chicago, États-Unis - 1939.271) ;
- vers 1620, Saint Pierre et Saint Paul dans le même caveau, gravure ; S ; 29,5 × 14,6 cm (Harvard Art Museum, Fogg Museum collection Gray 90286 - RD 19) ;
- 1620, Saint-Pierre et Saint-Paul dans le même caveau, gravure ;publié par François Langlois dit Ciartres (1588-1647) SD; 20,6 × 14,9 cm (Musée des Beaux-Arts de Boston États-Unis, no inv. : 1971.299, provient C.G. Boerner (Düsseldorf) 15 septembre 1971, no inv. : 1971.299) ;
- 1620, Saint-Pierre et Saint-Paul dans le même caveau, gravure ; papier jauni ; 20,5 × 15 cm (musée des beaux-zrts de Boston États-Unis provient de Richard Wallace(Boston) 1980,15 septembre 1999 no inv. : 1999.481) ;
- vers 1622, Les Noces de Cana, gravure de Soyer ;
- 1624, Massacre du Triumvirat, gravure, SD; 25,5 × 36 cm (musée des beaux-arts de Boston États-Unis, provient de collection Hill Stone (New York) 23 juin 2004, no inv. : 2004.250) ;
- 1624, La Fortune de Zeus, porté par Pluton et Neptune, gravure Pierre Brébiette (1598-1642), SD; 26 × 20,4 cm (musée des beaux-arts de Boston États-Unis, inscription L.I.Vignon in/ F. Brebiette/sculp 1624 Chartres formis, catalogue Leblanc 62 BNF inv Brebiette 174 no inv. : 2002.83 provient de James A. Bergquist, Boston, 2002) ;
- vers 1627, Martyre de Sainte-Catherine, gravure ; S ; 22,3 × 26,5 cm (Musée des beaux-arts de Boston, provient de David Tunick (New York) 8 Oct 1975, no inv. : 1975.641) ;
- 1637, Les Bustes de philosophes et de rois série (no 163-183) après le retour en France de Jérôme David en 1637 ;
- 1637, Le Jugement de Pâris, gravure Pierre Lemaire, (1612-1688); SD; 28,1 × 21 cm (musée des beaux-arts de Boston États-Unis no inv. : 1993.874, à la mémoire de Horatio Greenough Curtis 1993) ;
- vers 1638, Miracula Domini Nostri Jesu Christi série de 11 eaux-fortes, dont 8 furent acquises par le musée des beaux-arts de Tours en 1994. 23,1 × 16,3 cm. Scènes évoquant les guérisons miraculeuses du Christ et dédiées au médecin Charles Delorme dont Jésus Christ ressuscite le fils de la veuve de Naïm ;
- 1638, Saint Philippe baptisant l'eunuque de Candace, gravure ; SD ; (Paris, Bibliothèque nationale de France) ;
- 1638, Saint-Philippe baptisant l'eunuque de Candace, gravure SD ; 34,13 × 23,81 cm (recto ECCE AQVA QVID PROHIBET ME BAPTISTARI Descenderunt vterque in aquam Philippus et Eunuchus et baptizauit eum C. Vignon inent Act c.p. 8, provient de : Lesley Hill et Alan Stone (New York) 17 septembre 2008 no inv. : 2008.703) ;
- 1639, Trois hommes, armés et masqués capturent Ariadne et Erycine, gravure ; S ; 26 × 29,3 cm (musée de l'Ermitage, Saint-Pétersbourg, Russie, collection de Cobenzl Bruxelles 1768) ;
- 1648, Frontispice du Jugement de Paris ;
- La Sibylle delphique, gravure de Gilles Rousselet ;
- Scène de massacre sur une place publique, estampe, gravure ; 25,5 × 35,8 cm ;
- l'Adoration des Rois, estampe, gravure ; 24 × 20,6 cm ;
- Vierge et l'Enfant apparaissant à Saint-Dominique, 24,9 × 19,4 cm plaque et tirage (acquis par un musée d'Amérique du Nord, info : Emmanuel Von Baeyer London) ;
- Martyre de sainte Lucie, gravure (Harvard Art Museum Fogg Museum, Gift of Belinda L. Randall from the collection of John Witt Randall R4281-1892) ;
- La Repentance de saint Pierre, gravure ; S ; 20,8 × 26,8 cm (Université Harvard Fogg Museum Jakob Rosenberg Fund M 15537-R-D-VII, 18, i/ii) ;
- L'Apothéose d'Hercule, gravure ; Dim ; (Harvard Museum, Fogg Museum, Collection Gray don G8917 -R-D25, ii/ii?) ;
- Sujet allégorique, gravure, gravé par Abraham Bosse ; Dim ; (musée d'art d'Indianapolis, Indiana, États-Unis, no inv. : 08.46).

## Illustrations
- 1635, Bustes de Philosophes et de Rois , 36 portraits gravés au burin de Jérôme David d'après 21 dessins de Claude Vignon, 11 d'après Rembrandt et 4 d'après Alessandro Varotari ; Dim: 21 cm × 17,5 cm Publiés par François Langlois dit Chartres ;
- 1639, l'Ariane de Desmarets de Saint-Sorlin gravée par Abraham Bosse ;
- 1647, Les Femmes Fortes du Père Le Moyne, (1602-1671), poète baroque jésuite, série de gravures par Abraham Bosse, pour les fonds à l'eau-forte et Gilles Rousselet pour les figures au burin (Vente R-U le 25 février 1997 estampes, gravures 22 plates 34 × 22 cm) à Paris chez Antoine de Sommaville au palais en la salle des merciers. in folio. Série de 20 figures : Déborah, Judith, Jahel, Salomone, Marianne, Panthée, Camme, Artémise, Momine, Zénobie, Lucrèce, Clélie, Porcie, Pauline, Arrie, une dame chrétienne et française, Isabelle de Castille, La pucelle d'Orléans, une dame de Chypre et Cléopâtre. BNF Est Ed 30 rés. Pierre Le Moyne avait pris un privilège de douze ans interdisant les contrefaçons à peine de 4 000 livres d'amendes ;
- 1648, Frontispice du Jugement de Pâris par Hiérosme David en vers burlesques chez Toussaint Quinet au Palais ;
- 1656, La Pucelle de Chapelain, gravure de Bosse ;
- Les Douze Sibylles série de 12 gravures par Abraham Bosse et Gilles Rousselet ;
- Les Sept Sages de la Grèce série.

## Tapisseries
- Tapisseries tissées à partir des gravures illustrant La Pucelle de Chapelain.

## Récompenses
- 1622 : premier prix du concours organisé par le prince Ludovisi pour Les Noces de Cana ;
- 1653 : membre de l'Académie royale de peinture et de sculpture en qualité d'ancien et de professeur.

## Expositions
- 1934 : Paris, Musée de l'Orangerie, Les Peintres de la réalité ;
- décembre 1993 à septembre 1994 : exposition aux musées de Tours, Arras et Toulouse ;
- 1989 : Paris, École nationale supérieure des beaux-arts, Maîtres français 1550-1800 dessins de la donation Mathias Polakovits ;
- du 12 janvier au 31 mars 2001 : Paris, École nationale supérieure des beaux-arts, Le Dessin en France au XVIIe siècle dans les collections de l'ENSBA ;
- du 20 septembre au 18 novembre 2001 : Genève, musée d'art et d'histoire, Le Dessin en France au XVIIe collection de l'ENSBA ;
- du 17 septembre au 1er décembre 2002 : New York, The Frick Collection, Le Dessin en France au XVIIe collection de l'ENSBA ;
- 2008 : musée de Souvigny, Saints en Bourbonnais (toile de Vignon : Saint Pierre de l'église Saint-Georges de Bourbon-l'Archambault).